# Dilar geometroides
Dilar geometroides is een insect uit de familie van de Dilaridae, die tot de orde netvleugeligen (Neuroptera) behoort. 
Dilar geometroides is voor het eerst wetenschappelijk beschreven door H. Aspöck & U. Aspöck in 1968.